# Rehoboth (Massachusetts)
Rehoboth é uma vila localizada no condado de Bristol no estado estadounidense de Massachusetts. No Censo de 2010 tinha uma população de 11.608 habitantes e uma densidade populacional de 94,39 pessoas por km².

## Geografia
Rehoboth encontra-se localizado nas coordenadas 41° 50′ 49″ N, 71° 14′ 40″ O. Segundo o Departamento do Censo dos Estados Unidos, Rehoboth tem uma superfície total de 122.98 km², da qual 121.57 km² correspondem a terra firme e (1.15%) 1.41 km² é água.

## Demografia
Segundo o censo de 2010, tinha 11.608 pessoas residindo em Rehoboth. A densidade populacional era de 94,39 hab./km². Dos 11.608 habitantes, Rehoboth estava composto pelo 96.52% brancos, o 0.52% eram afroamericanos, o 0.19% eram amerindios, o 1.01% eram asiáticos, o 0.04% eram insulares do Pacífico, o 0.53% eram de outras raças e o 1.2% pertenciam a duas ou mais raças. Do total da população o 1.58% eram hispanos ou latinos de qualquer raça.